# David E. Bennett
David Edward Bennett Dorsey (1923 - 2009) fue un aviador veterano de la Segunda Guerra Mundial, botánico, ingeniero agrónomo y explorador estadounidense, especializado en el estudio taxonómico de las orquídeas del Perú.
Trabajó por muchos años como investigador asociado de la Universidad Nacional Mayor de San Marcos, de Lima.
Expresó:

"En 1961, hice un viaje de colecta científica entre Carpish y Tingo María, y reuní más de 250 especies de orquídeas al lado de la rústica trocha y no las muchas docenas de miniaturas que abundaban. En 1975 repito el viaje y el 75% de las especies habían desaparecido. En 1995, menos de 30 especies de orquídeas, que se hallaban al lado de la carretera, fueron arrancadas por colectores privados y comerciales. Los niños de ésta y futuras generaciones sólo tendrán fotografías de los "fósiles" de orquídeas peruanas extinguidas, en menos de cuatro décadas, por la incontrolada avaricia". David E. Bennett, Rutgers University, Bs. Agr. cum laude

## Algunas publicaciones

### Libros
- [`dodson. 1989. Orchids of Peru. Volumen 2 de Icones plantarum tropicarum: Series 2. Ed. Missouri Botanical Garden. 444 pp.
- Icones Orchidacearum Peruviarum. 1993. Ed. A. Pastorelli de Bennett

- La abreviatura «D.E.Benn.» se emplea para indicar a David E. Bennett como autoridad en la descripción y clasificación científica de los vegetales.[2]